# Onthophagus sylvestris
Onthophagus sylvestris là một loài bọ cánh cứng trong họ Bọ hung (Scarabaeidae).